# Galina Ganeker
Galina Ganeker (Unión Soviética, 10 de abril de 1917) fue una atleta soviética especializada en la prueba de salto de altura, en la que consiguió ser medallista de bronce europea en 1950.

## Carrera deportiva
En el Campeonato Europeo de Atletismo de 1950 ganó la medalla de bronce en el salto de altura, con un salto por encima de 1.63 metros, tras las británicas Sheila Lerwill y Dorothy Tyler-Odam, ambas también con 1.63 metros pero en menos intentos.